# Richard Andree
Richard Andree, född 26 februari 1835 i Braunschweig, död 22 februari 1912 i München, var en tysk geograf och etnograf; son till Karl Andree.

## Biografi
Andree ägnade sig åt forskning särskilt rörande de tysk-slaviska folken och de keltiska stammarna i Skottland. Åren 1874-90 var han ledare för Velhagens och Klasings geografiska anstalt i Leipzig. Bland hans arbeten märks Ethnographische Parallelen und Vergleiche (1878, ny följd 1889) samt vidare Physikalisch-statistischer Atlas des Deutschen Reichs (tillsammans med Oscar Ferdinand Peschel, 1877), Allgemeiner Handatlas (1881; fjärde upplagan 1899), som fick stor spridning även i Sverige, och (tillsammans med Albert Scobel) en karta över Afrika i storleken 1:10 miljoner (1892) med flera. Från 1891 redigerade han den av fadern grundade tidskriften "Globus".